# Julião Sarmento
Julião Manuel Tavares Sena Sarmento, né le 4 novembre 1948 à Lisbonne et mort le 4 mai 2021 dans la même ville, est un artiste plasticien portugais. 

## Biographie
Julião Sarmento a étudié la peinture et l'architecture à l'École des Beaux-Arts de Lisbonne entre 1967 et 1974. Il développe depuis les années 1970 une pratique associant peinture, vidéo, installations sonores et plastiques. Exposé à travers le monde, il a notamment participé à plusieurs reprises à la documenta à Cassel en 1982 et 1987, a représenté le Portugal à la Biennale de Venise en 1997 et a pris part à la Biennale de São Paulo en 2002. Ses œuvres sont présentes dans de nombreuses collections, en France et à l'étranger, dont celles du Musée national d'art moderne (Centre Pompidou), du MACBA, de la Tate Modern, du MoMA, ou encore du Solomon R. Guggenheim Museum. Sarmento est lui-même un fervent collectionneur d'art contemporain : sa collection personnelle, constituée depuis une trentaine d'années, compte plus de 300 œuvres d'une centaine d'artistes tels que Sigmar Polke, Gerhard Richter, Bruce Nauman, Andy Warhol, Nan Goldin, et a récemment fait l'objet d'une exposition à la Fundação EDP de Lisbonne.    
Il vivait et travaillait à Estoril. 
Il est représenté par la Galerie Daniel Templon à Paris et Bruxelles.    

## Œuvre
Le travail de Julião Sarmento interroge les thèmes de la représentation, du désir et de ses mécanismes. Il est marqué par la présence de la femme, un motif récurrent qui jalonne ses propositions : « les femmes sont pour moi un leitmotiv. Pour commencer à travailler, j'ai besoin d'un prétexte et je le trouve dans la représentation du corps féminin » avait-il déclaré.
À partir des années 1990, Julião Sarmento commence à recourir à la sculpture en fibre de verre et résine pour transposer en trois dimensions des figures féminines qu'il avait précédemment peintes ou dessinées. C'est le cas de Forget me (with bucket), issue de la peinture Forget me. L'artiste a introduit la technique de l'impression 3D dans la réalisation de ses sculptures (First Easy Piece, 2013). 

## Expositions personnelles
2015
- Doppelgänger, Colégio das Artes da Universidade de Coimbra, Coimbra, Portugal, 3 octobre - 18 décembre 2015
- Easy, Fractals & Star Map, Galpão Fortes Vilaça, São Paulo, Brésil, 15 août - 26 septembre 2015
- Objects on the New Landscape Demanding of the Eye (part 2), Christopher Grimes Gallery, Santa Monica, Californie, 23 mai - 3 juillet 2015

2016
- La chose, même – the real thing, Fondation Calouste Gulbenkian – Délégation en France, Paris, 20 janvier - 17 avril 2016

## Distinctions
- Officier de l'ordre de Sant'Iago de l'Épée